# Ansar (mitologia)
Ansar (Anshar), segundo o Enuma Elis, era o deus do horizonte celeste. Era esposo de sua irmã Quisar, a deusa do horizonte terreno. Ambos foram o segundo casal a nascer da união de Tiamate e Apsu. Foi o pai de Anu, o deus do céu, senhor das constelações, rei dos deuses, espíritos e demônios, e de Antu (ou Qui). Tem como mensageiro fiel o deus Gaga, que aparece no Enuma Elis. Ansar e Quisar foram filhos de Lacamu e Lamu.